# Indexläge
Indexläge är den position en siffra, variabel, bokstav eller ord kan inneha då det är placerat, i regel i mindre storlek, närmare baslinjen i en textrad (i nedsänkt läge, i motsats till text satt i exponentläge).
Text i indexläge kallas i regel för index och används ofta i samband med olika variabler eller storhetssymboler för att kunna skilja dem åt, främst i matematisk text:
- Tmax och Tmin är inte identiska variabler, men är båda aspekter av samma storhet – Tmax står för den största mätta temperaturen, Tmin för den lägsta.
- Symbolen för jämviktskonstanten är K42.

Kemiska formler innehåller ibland index för att ange hur många atomer av en viss sort ett visst ämne består av. Indexet följer då tätt inpå grundämnessymbolen:
- Vatten, H2O, består av två väteatomer (H) och en syreatom (O).
- Den generella formeln för en alkohol är CnH2n + 1OH.

Ett index kan i sin tur ha ett eget index.
HTML-taggen för text i indexläge (eng. subscript) är <sub>...</sub>.